# الحشان (مناخة)

تعديل مصدري - تعديل

الحشان هي إحدى قرى عزلة المغارب العليا بمديرية مناخة التابعة لمحافظة صنعاء، بلغ تعداد سكانها 114 نسمة حسب تعداد اليمن لعام 2004.